# Конвенція про транзитну торгівлю внутрішньоконтинентальних держав
Конве́нція про транзи́тну торгі́влю внутрішньоконтинента́льних держа́в — юридично обов'язкова для держав-учасниць міжнародна угода про міжнародні правила, які дозволяють внутрішньоконтинентальним державам транспортувати товари до морських торговельних портів у прибережних державах (відомих як «держави транзиту») та з них. Документ накладає зобов'язання як на внутрішньоконтинентальні держави, так і на прибережні держави, які його ратифікували, щодо безперешкодного транзиту товарів через територію держави транзиту до або з прибережного порту. Держави транзиту погоджуються, що вони не будуть дискримінувати товари, які перевозяться, за місцем походження або призначення, а внутрішньоконтинентальні держави погоджуються нести відповідальність за будь-які витрати, які несуть держави транзиту під час нагляду або захисту транзитних товарів внутрішньоконтинентальної держави.